# Aéroport de Newcastle (Nouvelle-Galles du Sud)
Ne doit pas être confondu avec Aéroport international de Newcastle.
L'aéroport de Newcastle (code IATA : NTL • code OACI : YWLM) est un aéroport domestique australien situé à 15 kilomètres au nord de Newcastle, dans les Nouvelle-Galles du Sud. Il est le douzième aéroport d'Australie quant à la fréquentation, avec plus d'1,2 million de passagers en juin 2011.

## Situation
| Alice Springs Sydney Melbourne Brisbane Perth Adélaïde Darwin Gold Coast Cairns Hobart Canberra Townsville Launceston Newcastle Mackay Sunshine Coast Port Hedland Ayers Rock-Uluru |

## Statistiques
Pour des raisons techniques, il est temporairement impossible d'afficher le graphique qui aurait dû être présenté ici.

Voir la requête brute et les sources sur Wikidata.

## Compagnies aériennes et destinations

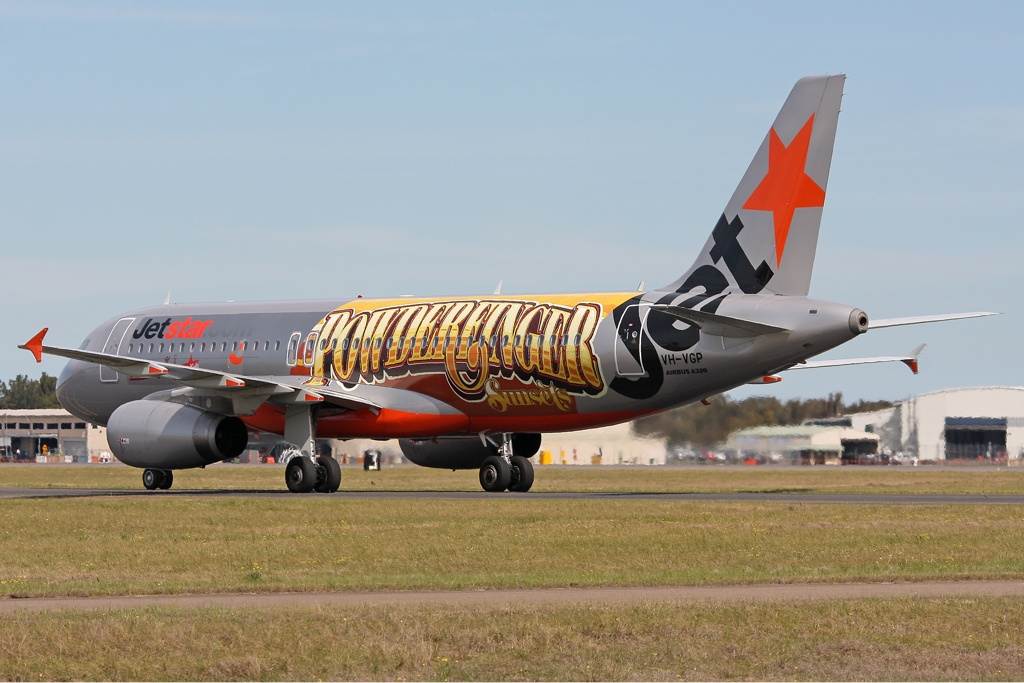
Jetstar Airbus A320-200 en train de décoller à l'aéroport de Newcastle (Nouvelle Galles du Sud)

| Compagnies       | Destinations                                            |
| ---------------- | ------------------------------------------------------- |
| FlyPelican       | Ballina (en), Canberra, Dubbo (en)                      |
| Jetstar Airways  | Brisbane, Melbourne-Tullamarine, Gold Coast-Coolangatta |
| QantasLink       | Brisbane                                                |
| Regional Express | Sydney-K. Smith                                         |
| Virgin Australia | Brisbane, Melbourne-Tullamarine En saison : Auckland    |

Édité le 30/04/2019